# Orologio astronomico Passemant
L'Orologio astronomico Passemant - chiamato anche Sphére de Passemant - è un orologio astronomico progettato dall'orologiaio Claude-Siméon Passemant (1702-1769); nel XVIII secolo per il re Luigi XV di Francia.

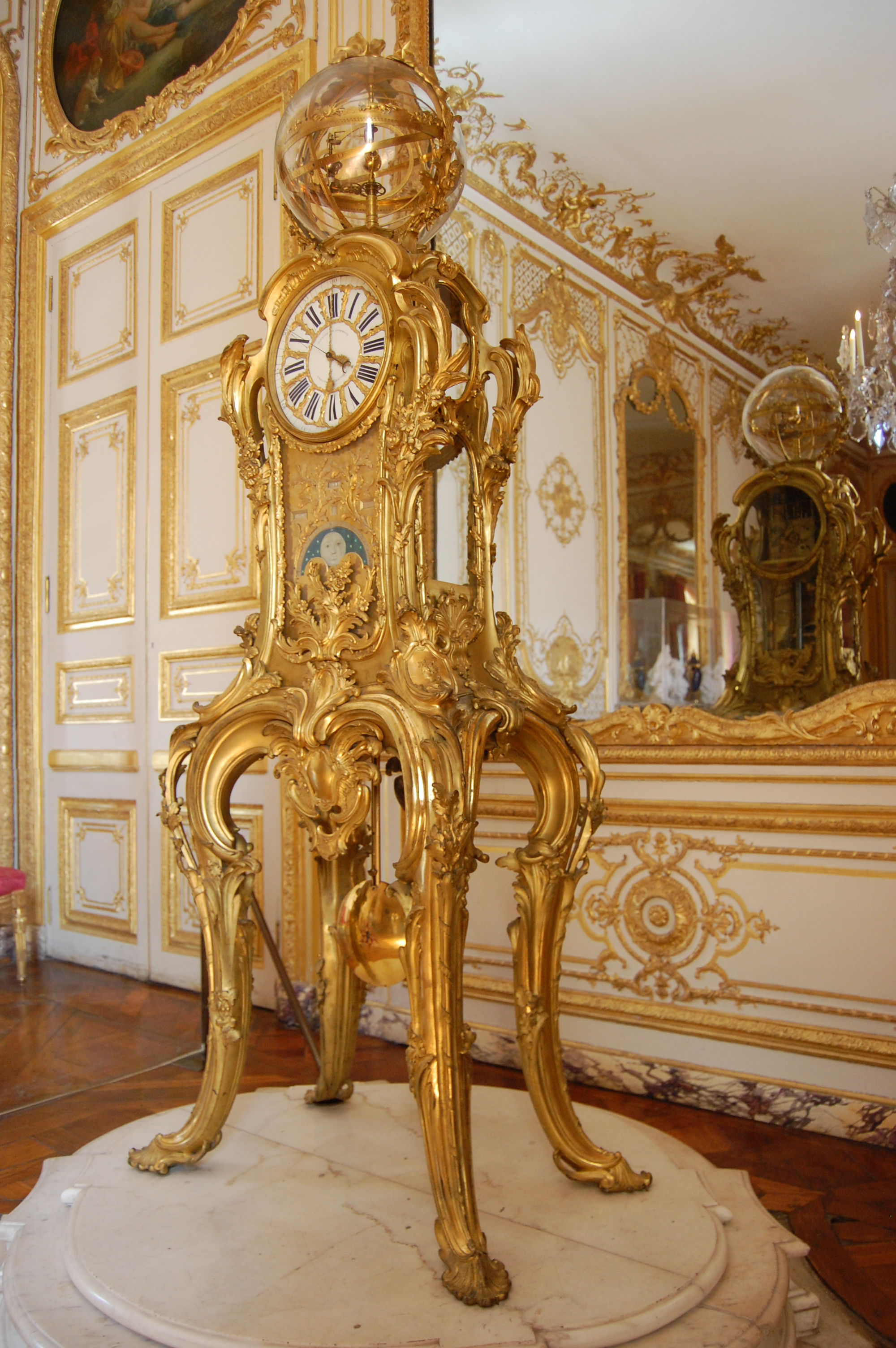
Orologio astronomico Passemant

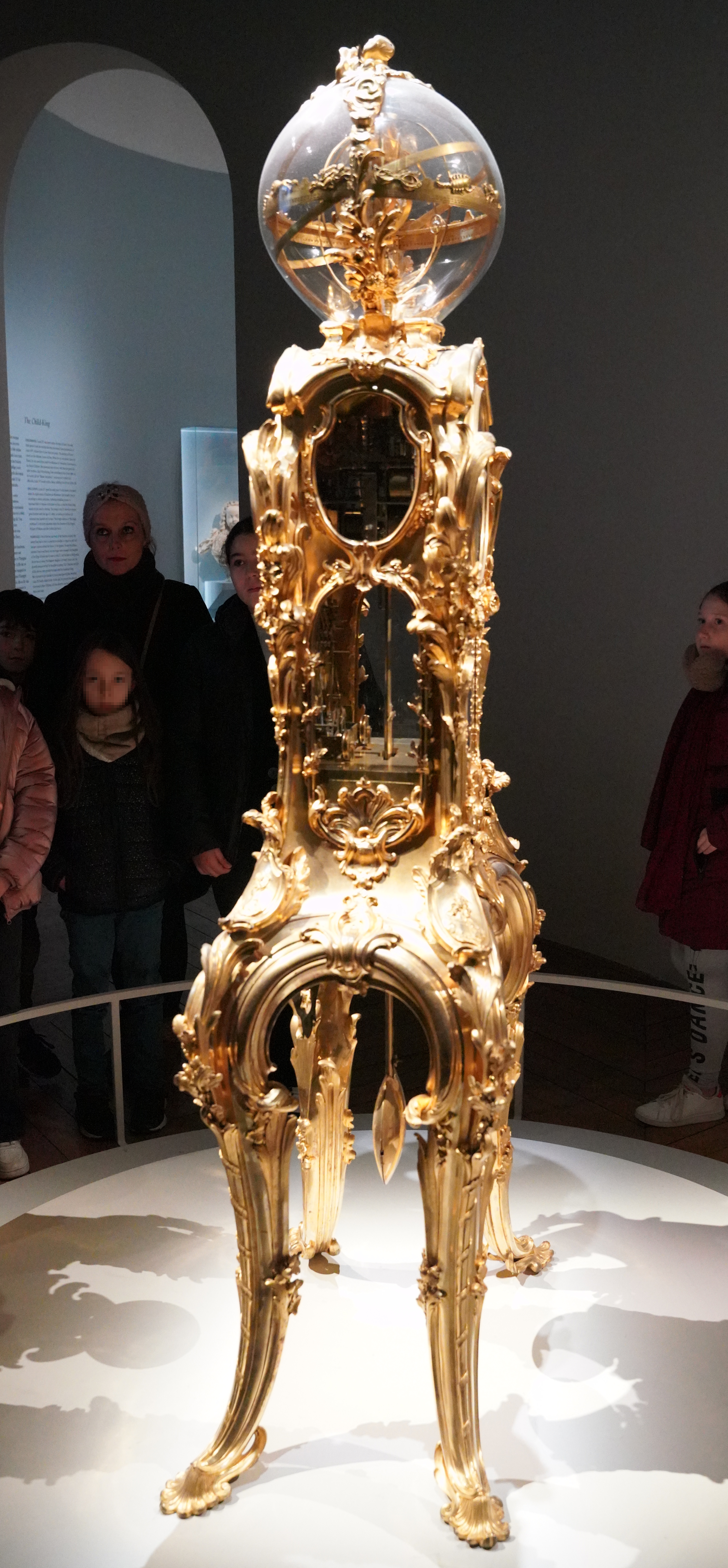

## Descrizione
È inserito in una cassa di bronzo dorato alta 2,26m realizzata dallo scultore Jean-Jacques Caffieri in stile rocaille ed è sormontato da una sfera di cristallo contenente una sfera armillare (derivata dalle teorie di Niccolò Copernico); quest'ultima raffigura le posizioni in tempo reale dei pianeti secondo il sistema eliocentrico. L'orologio indica le ore, i giorni, le settimane, i mesi e gli anni (incluso il calcolo degli anni bisestili), come anche le fasi lunari.

## Locazione
È esposto nella Reggia di Versailles in Francia, in una stanza facente parte del Petit appartement du roi. Per la presenza di questo oggetto, la stanza è stata definita Cabinet de la Pendule.

## Storia
L'orologio fu realizzato dall'orologiaio Louis Dauthieau (1730-1809). Per la sua costruzione occorse una dozzina di anni. L'orologio fu presentato alla Académie Royale des Sciences il 23 agosto 1749. Il 7 settembre 1750, fu mostrato al re di Francia, Luigi XV, che lo acquistò.
La sua meccanica è impostata fino all'anno 9999.